# Det susar i säven & Ichabods äventyr
Det susar i säven & Ichabods äventyr (originaltitel: The Adventures of Ichabod and Mr Toad) är en amerikansk animerad film från 1949, producerad av Walt Disney. Filmen hade biopremiär i USA den 5 oktober 1949.

## Handling
Filmen består av två kortare berättelser, som beskrivs som de främsta amerikanska respektive brittiska litterära verken: Legenden om Sömniga Dalen av Washington Irving och Det susar i säven av Kenneth Grahame.

## Rollista
| Figur                                | Originalröst                  | Svensk originalröst (1997)                |
| ------------------------------------ | ----------------------------- | ----------------------------------------- |
| Berättare, Legenden om Sömniga Dalen | Bing Crosby                   | Roger Storm                               |
| Berättare, Det susar i säven         | Basil Rathbone                | -                                         |
| Herr Padda                           | Eric Blore                    | -                                         |
| Mullvad                              | Colin Campbell                | -                                         |
| Åklagaren                            | John McLeish                  | -                                         |
| Grävling                             | Campbell Grant                | -                                         |
| Vattenråttan                         | Claud Allister                | -                                         |
| Cyril Proudbottom                    | J. Pat O'Malley               | -                                         |
| Domaren                              | Leslie Denison                | -                                         |
| Vesslorna                            | Leslie Denison Edmond Stevens | -                                         |
| Winky                                | Ollie Wallace                 | -                                         |
| Ichabod Crane                        | Bing Crosby                   | Roger Storm                               |
| Brom Bones                           | Bing Crosby                   | Roger Storm                               |
| Övriga röster                        | The Rhythmaires               | Johan Pihleke Margareta Nilsson med flera |

## Om filmen
Bara avsnittet Legenden om sömniga dalen finns dubbad till svenska.
Filmen gavs ut på VHS 1992 och på DVD år 2000. 

### Fotnoter
1. ↑  ”Ichabods och Herr Paddas äventyr”. Disneyania. 2 mars 1949. http://www.d-zine.se/filmer/adventuresofichabod.htm. Läst 20 augusti 2016.